# Frank Mangiapane
Francis E. "Frank" Mangiapane (Nueva York, Nueva York, 21 de agosto de 1925 - Long Beach, Nueva York, 31 de julio de 2005) fue un jugador y árbitro de baloncesto estadounidense que disputó una temporada en la BAA, y cuatro más en la ABL. Con 1,78 metros de estatura, jugaba en la posición de base.

## Trayectoria deportiva

### Universidad
Jugó durante su etapa universitaria con los Violets de la Universidad de Nueva York, donde también destacó en fútbol americano y en béisbol. Como suplente de Sid Tanenbaum, alcanzó junto a su equipo, liderado por Dolph Schayes la final del Torneo de la NCAA en 1945, en la que cayeron ante Oklahoma A&M. En la semifinal ante Ohio State disputada en el Madison Square Garden fue el máximo anotador de los Violets con 17 puntos.

### Profesional
En 1946 fichó por los New York Knicks de la recién creada BAA, con los que disputó seis partidos, en la que promedió 0,8 puntos. Tras ser despedido fichó por los Paterson Crescents de la ABL, con los que diputó tres temporadas, siendo la más destacada la primera, en la que promedió 9,5 puntos por partido. Acabó su carrera como jugador en los Hartford Hurricanes.

#### Estadísticas en la BAA

##### Temporada regular
| Temporada | Edad | Equipo          | Liga | Pos. | P | TIT | MIN | TC  | TCA | %TC  | 3P | 3PA | %3P | TL  | TLA | %TL  | R.OF. | R.DEF. | REB | ASIS | ROB | TAP | PER | FP  | PTS |
| 1946-47   | 21   | New York Knicks | BAA  |      | 6 |     |     | 0.3 | 2.2 | .154 |    |     |     | 0.2 | 0.5 | .333 |       |        |     | 0.0  |     |     |     | 1.0 | 0.8 |
| Total     |      |                 | BAA  |      | 6 |     |     | 0.3 | 2.2 | .154 |    |     |     | 0.2 | 0.5 | .333 |       |        |     | 0.0  |     |     |     | 1.0 | 0.8 |